# Mansun
Mansun est un groupe de rock alternatif britannique, originaire de Chester, en Angleterre.
Paul Draper, le chanteur, rencontre le bassiste Stove King puis le guitariste et soliste Dominic Chad. Le trio s'appelle d'abord Grey Lantern puis Mansun qui vient d'un titre de The Verve intitulé A Man Called Sun.  Le groupe sort alors son premier single Take It Easy Chicken. Andy Rathbone devient le batteur attitré de la formation. Mansun enregistre plusieurs singles et finit par faire la couverture du magazine musical anglais Melody Maker. Ils annoncent leur séparation en mai 2003.

## Biographie
Paul Draper et Stove King se rencontrent au début des années 1990, alors qu'ils sont tous les deux employés, chacun de leur côté, pour des sociétés rivales de retouches de photo dans le parc de Little Stanney aux abords de Chester. Partageant la même passion pour David Bowie et les groupes de new wave des années 1980 comme Duran Duran, ABC, ils se voient chaque weekend, assistant à des concerts à Liverpool et jouant ensemble de la batterie dans l'espoir de devenir plus tard un groupe. King est joue depuis peu de la basse, mais Draper avait déjà formé et chanté dans un duo local appelé Grind, pendant ses études au Thames Polytechnic (désormais Université de Greenwich) avec le claviériste et programmeur Steve Heaton, et était souvent accompagné de son camarade Carlton Hibbert à la batterie. Grind publiera un single 12" en 1991 sur le petit label Whats In It For Me Records et jouera à Londres à des endroits comme The Rock Garden et The Brain, jouant aussi avec Beverley Craven au Mean Fiddler. Après la séparation de Grind, Draper fonde la société Ambiance Productions. Au début de 1995, Draper et King recrutent Dominic Chad, gérant d'un bar au pub Fat Cat sur la Watergate Street de Chester. Chad jouait avec le groupe local Floating Bear, pendant son temps à l'Université de Bangor en 1990, alors qu'il y étudiait le français et le russe, après avoir été renvoyé pour manque de motivation. Grâce à une boite à rythmes, le trio commence à répéter aux Crash Rehearsal Studios de Liverpool, où ils sont découverts de passage par les A&R Mark Lewis et Alan Wills (qui formeront Deltasonic Records).
Le groupe se nomme initialement Grey Lantern, personnage inventé par Draper d'après un DC Comics pour l'aider à évacuer son anxiété sur scène, mais change ensuite pour Manson, d'après Charles Manson. Leur premier album autofinancé, Take It Easy Chicken est publié en septembre 1995 sur leur propre label, Sci-Fi Hi-Fi Recordings, qui attire l'intérêt des DJ de la BBC Radio 1 Steve Lamacq et John Peel. Ils signent finalement ua label Parlophone Records, avec qui ils publient le single Skin Up Pin Up / Flourella en novembre 1995 au sous-label Regal Recordings, cette fois sous le nom de Mansun, pour éviter toute procédure judiciaire face à Charles Manson. Le groupe attribue de fausses explications quant à leur nom, expliquant s'être inspiré de la chanson des Verve A Man Called Sun, et que « Manson » avait tout simplement été mal épelé pendant la production. Plus tard, ils expliqueront que c'est parce que Charles Manson avait épelé son nom avec un u.

## Membres
- Paul Draper – chant, guitare, claviers (1995–2003)
- Stove King – basse (1995–2002)
- Dominic Chad – guitare, chœurs, claviers (1995–2003)
- Carlton Hibbert – batterie (1995–1996)
- Mark Swinnerton – boite à rythmes, programmation (1995–1996)
- Julian Fenton – batterie (1996)
- Andie Rathbone – batterie (1996–2003)

## Discographie
- 1997 : Attack of the Grey Lantern
- 1998 : Six
- 2000 : Little Kix
- 2004 : Kleptomania
- 2006 : Legacy : Best of (best-of)